# 보성공설운동장
보성공설운동장(寶城公設運動場, Boseong Public Stadium)은 대한민국 전라남도 보성군에 있는 스포츠 시설이다. 천연잔디 필드와 우레탄 트랙이 갖춰진 경기장이며, 1994년에 준공되었다. 보성체육공원의 주요 시설 중 하나이다.

## 참고 문헌
- “보성군 체육시설 이용 안내”. 《보성군청》. 보성군청.
- 〈보성공설운동장〉. 《두피디아》. 두산.
- 《2019년 전국 공공체육시설 현황 (2018년말 기준)》. 대한민국 문화체육관광부. 2020.
- 《2023 전국 공공체육시설 현황 (2022년 12월말 기준)》. 대한민국 문화체육관광부. 2024.

## 같이 보기
- 보성체육공원